# The Journal of Trauma and Acute Care Surgery
Das Journal of Trauma and Acute Care Surgery, abgekürzt J. Trauma Acute Care Surg., ist eine wissenschaftliche Fachzeitschrift, die vom Lippincott Williams & Wilkins-Verlag im Auftrag der American Association for the Surgery of Trauma veröffentlicht wird. Die Zeitschrift wurde 1961 unter dem Namen The Journal of Trauma gegründet und änderte ihn 2012 in The Journal of Trauma and Acute Care Surgery. Sie erscheint mit zwölf Ausgaben im Jahr. Es werden Arbeiten veröffentlicht, die sich mit der Behandlung von Verletzungen beschäftigen.
Der Impact Factor lag im Jahr 2014 bei 2,736. Nach der Statistik des ISI Web of Knowledge wird das Journal mit diesem Impact Factor in der Kategorie Chirurgie an 44. Stelle von 198 Zeitschriften und in der Kategorie Intensivmedizin an zehnter Stelle von 27 Zeitschriften geführt.